# Uskolisni ježinac
Uskolisni ježinac (lat. Sparganium angustifolium), zeljasta višegodišnja močvarna biljka iz porodice rogozovki. Javlja se na svim sjevernim geografskim širinama sjeverne hemisfere, Euroazija Uključujući Hrvatsku) i Sjeverna Amerika.  Raste u vodi do 2,5 metara dubine.
Jednodomna je, pojedinačne biljke koje nose i muške i ženske cvatove. 

## Sinonimi
- Sparganium affine Schnizl.
- Sparganium affine subsp. borderi (Focke) Weberb.
- Sparganium borderi Focke
- Sparganium boreale Laest. ex Beurl.
- Sparganium emersum var. angustifolium (Michx.) Roy L.Taylor & MacBryde
- Sparganium fluitans Fr.
- Sparganium natans var. angustifolium (Michx.) Pursh
- Sparganium simplex Muhl.
- Sparganium simplex var. angustifolium (Michx.) Torr.
- Sparganium vaginatum Larss.

## Vanjske poveznice
- S. angustifolium
- S. angustifolium
- S. angustifolium